# Oby Ezekwesili

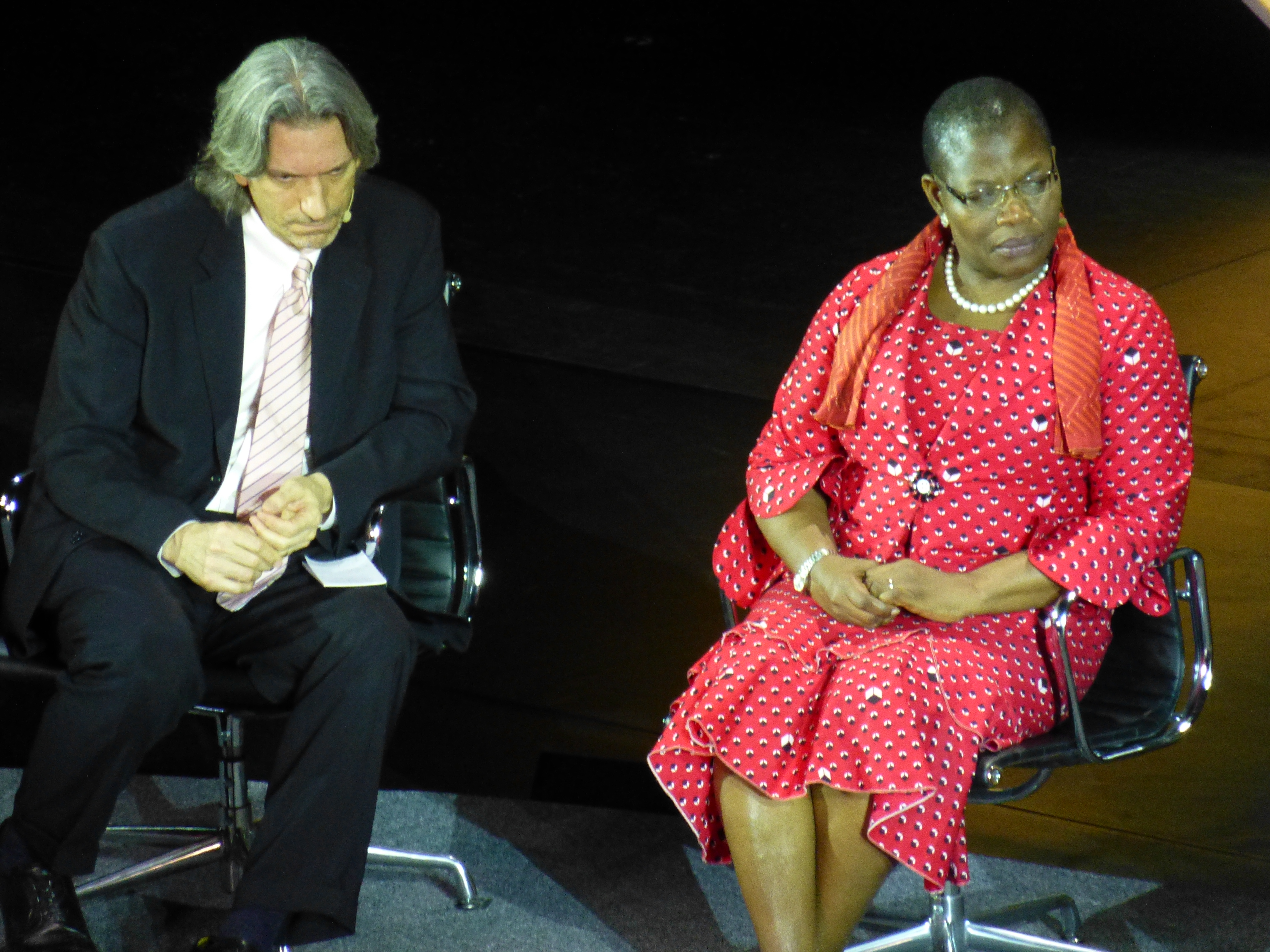
Oby Ezekwesili (2015)

Oby Ezekwesili (* 28. April 1963 in Anambra als Obiageli Ezekwesili) ist eine nigerianische Menschenrechtlerin und Politikerin (Allied Congress Party of Nigeria). Sie ist Mitbegründerin von Transparency International und BringBackOurGirls. 2018 wurde sie für den Friedensnobelpreis nominiert. Sie ist Richard von Weizsäcker Fellow bei der Robert Bosch Academy.

## Leben
Ezekwesili einen Bachelorabschluss der University of Nigeria, sowie einen Master in Internationalem Recht & Diplomatie der University of Lagos und einen Master in Public Policy & Administration der Kennedy School of Government, Harvard. Sie war als Wirtschaftsprüferin bei Deloitte & Touche tätig. 1993 war Ezekwesili eine der Gründerinnen von Transparency International. Von 1994 bis 1999 war sie Direktorin für Afrika bei Transparency International. 2005–2006 war sie nigerianische Ministerin für Mineralien (Solid Minerals) und anschließend bis 2007 Bildungsministerin in Nigeria. 2007–2012 war sie Vizepräsidentin für die Region Afrika bei der Weltbank.
Außerdem gehört sie zu den Gründerinnen der Bewegung #bringbackourgirls, die als Reaktion auf die Massenentführung nigerianischer Schülerinnen im Jahr 2014 entstand.

## Auszeichnungen
- 2015: The New York Times zählt sie zu den 25 wichtigsten Frauen[6]
- 2015: Time Magazin zählt sie zu den 100 einflussreichsten Personen[7]
- 2016: Commander of the Order of the Federal Republic (CFR) Nigerias[4]
- 2016: Ehrendoktor der University of Essex Business School[4]
- 2018: Nominierung für den Friedensnobelpreis[3]
- 2020: Forbes zählte sie 2020 zu den 50 mächtigsten Frauen Afrikas[8]

## Nigerianische Präsidentschaftskandidatur
Für die Wahlen in Nigeria im Jahr 2019 trat Ezekwesili zunächst für das Amt der Präsidentin an. Sie zog ihre Kandidatur jedoch zurück und forderte eine breite Oppositionskoalition zur Schaffung eines Gegengewichts zum All Progressives Congress (APC) der Regierung und der People’s Democratic Party (PDP) der Opposition.